# کیودو

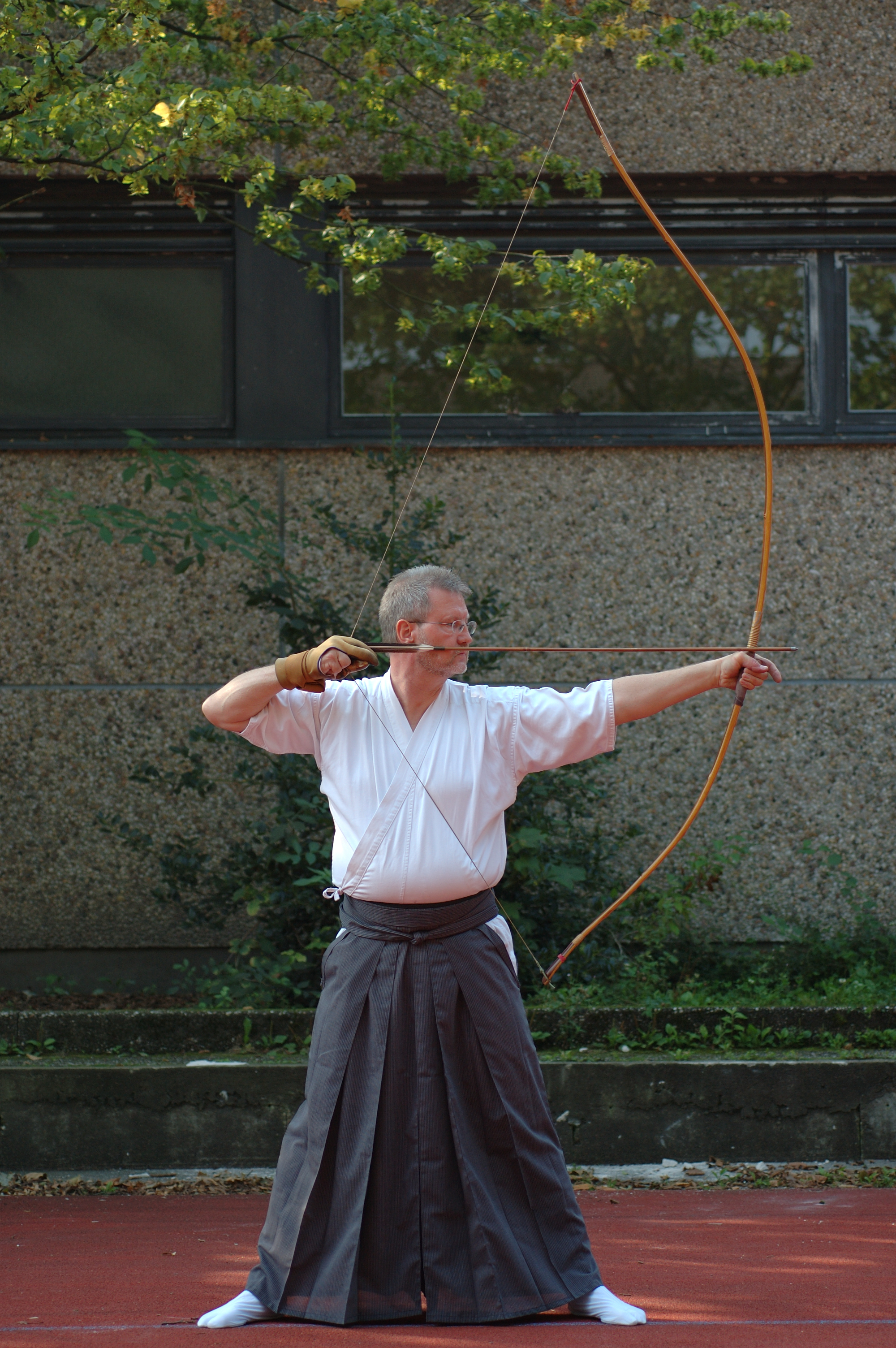
کشش کامل کمان

کیودو (ترجمهٔ تحت‌اللفظی: تائوی ِ کمان) نام یک هنر رزمی نوین ژاپنی است که در ارتباط نزدیک با مکتب ذن در آئین بودایی قرار دارد. هنرجویان این رشته کیودوکا نامیده می‌شوند.
تیراندازی با کمان ژاپنی پس از آن‌که سلاح‌های آتشین جایگزین تیر و کمان شدند به‌دست راهبان ذن احیا شد و افرادی از طبقات اجتماعی بالاتر ژاپن به آموزش آن به عنوان روشی برای تربیت ذهنی و جسمی روی آوردند. در کیودو برخلاف تیراندازی با کمان غربی هدف اصلی اصابت تیرها به هدف نیست بلکه تلاش می‌شود از طریق تمرینات جسمی و ذهنی به تمرکز عمیق بر فعل تیراندازی و آرامش کامل در حین اجرای آن رسید.

## نگارخانه

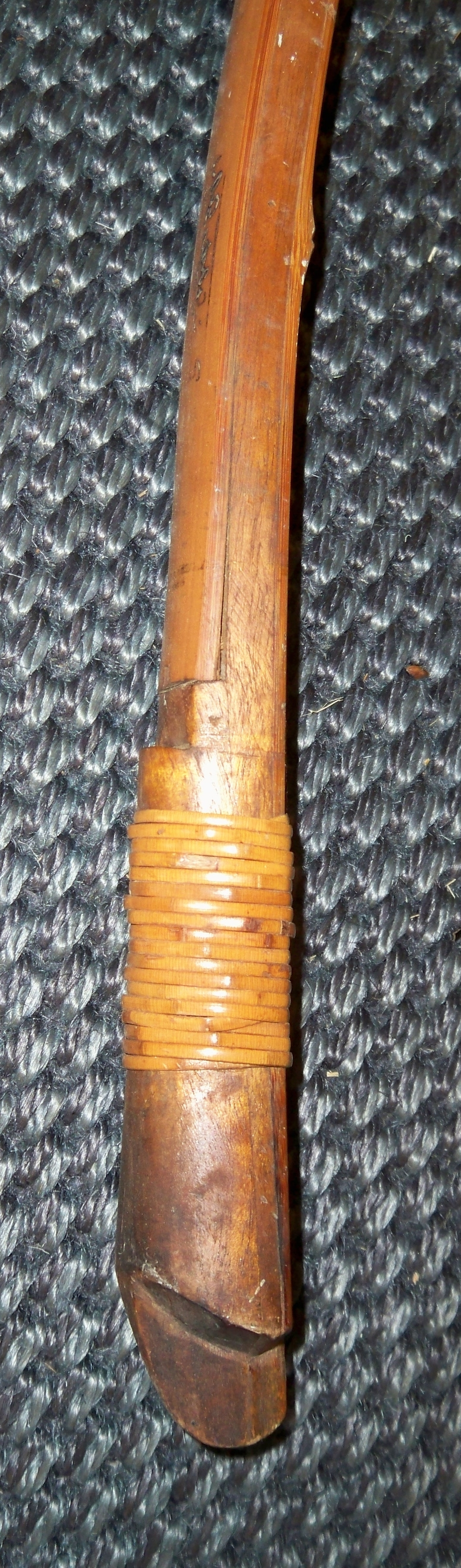
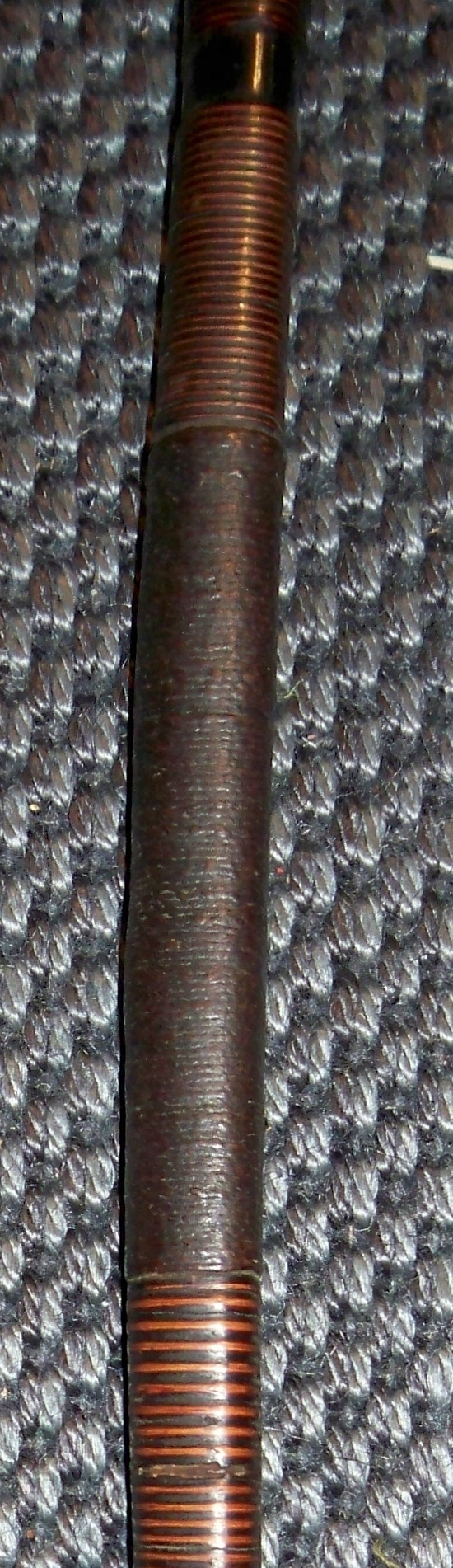
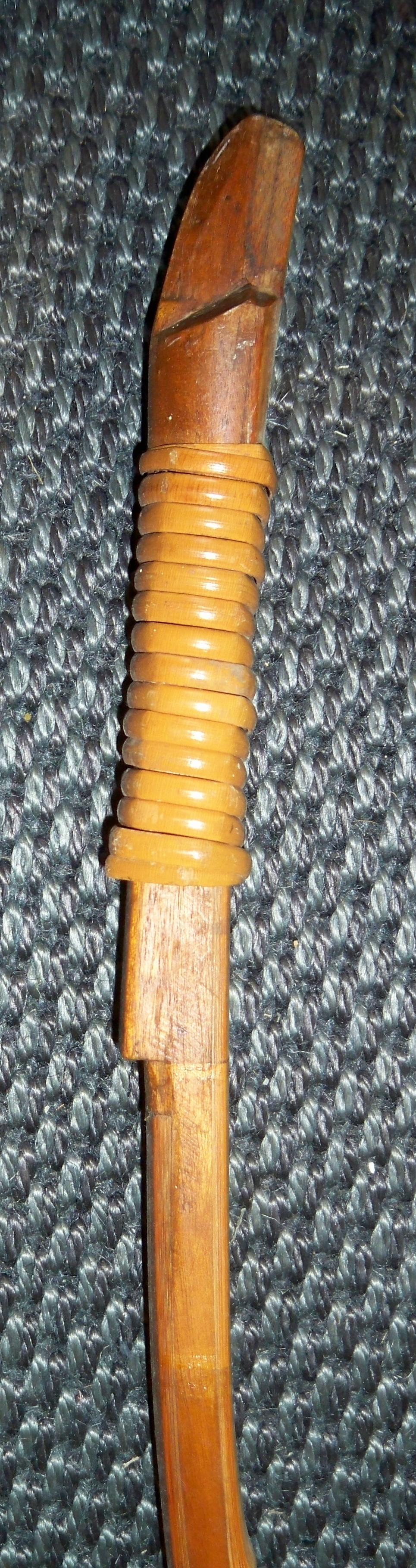
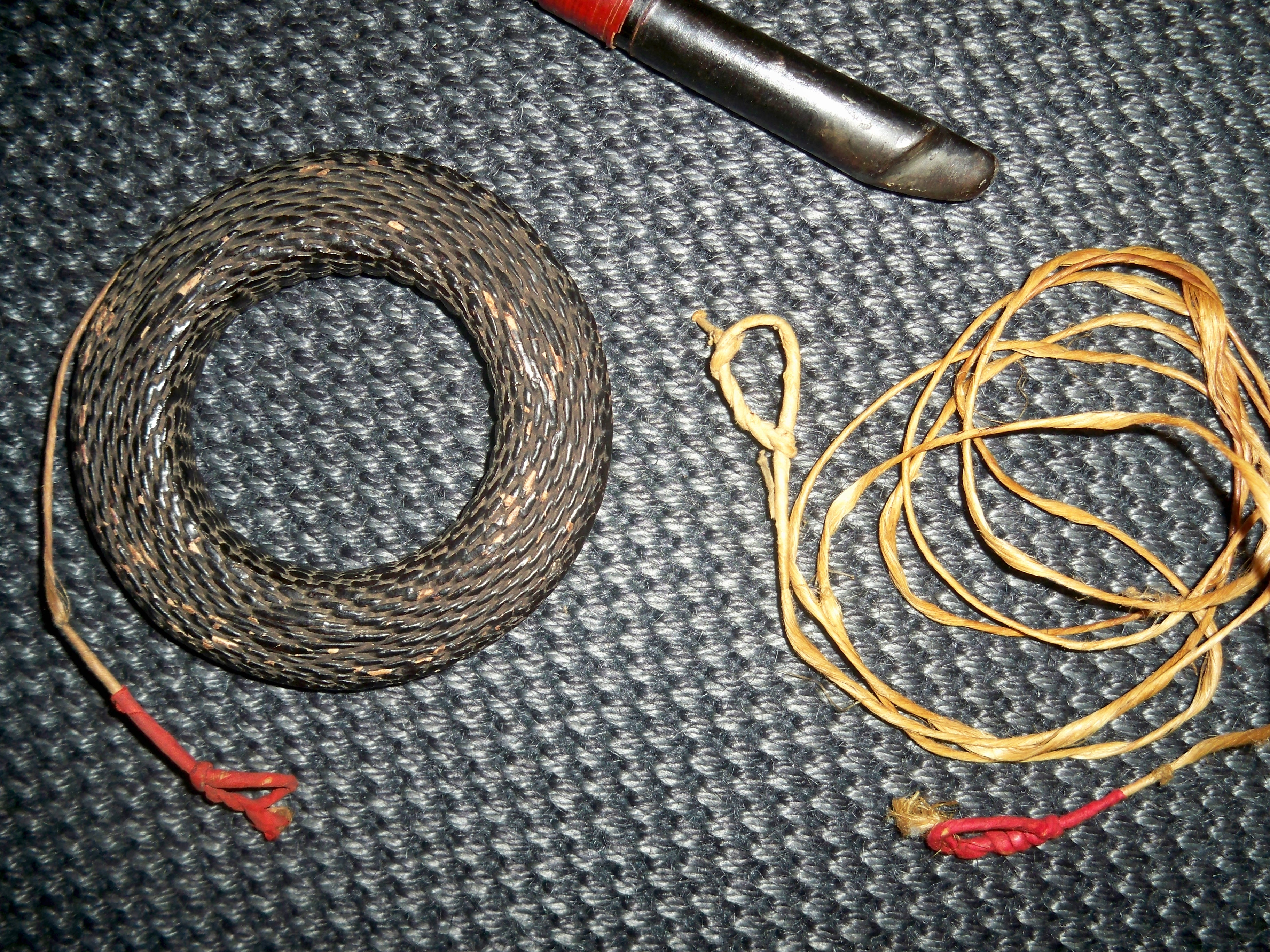
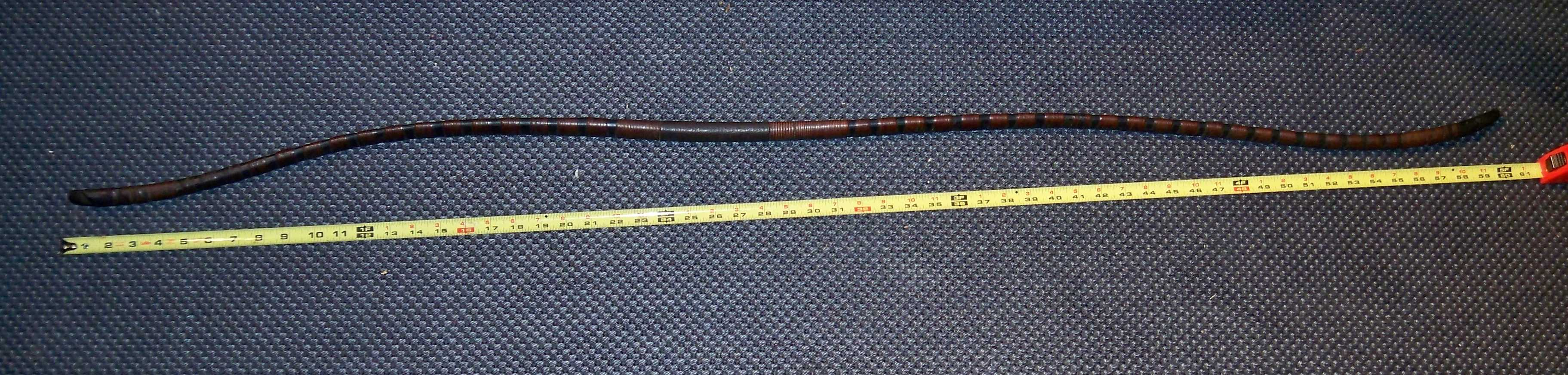
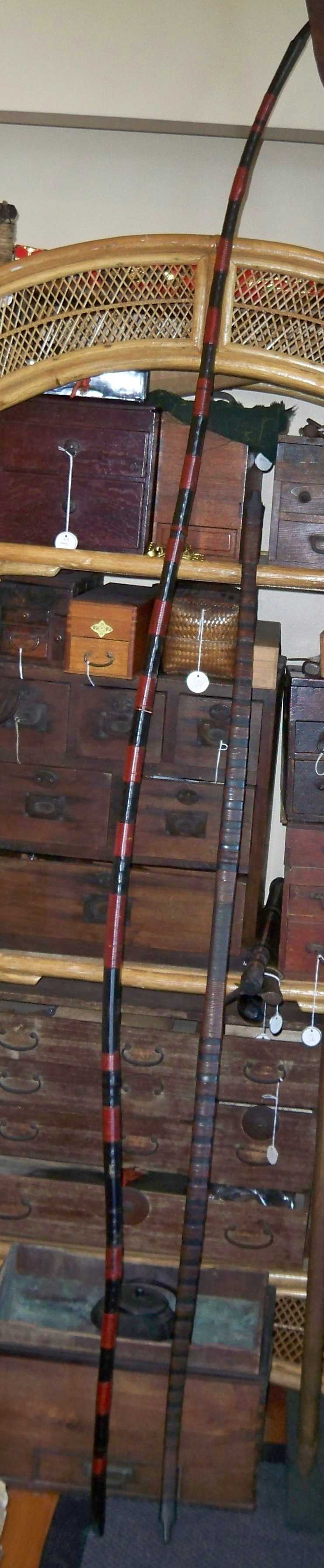
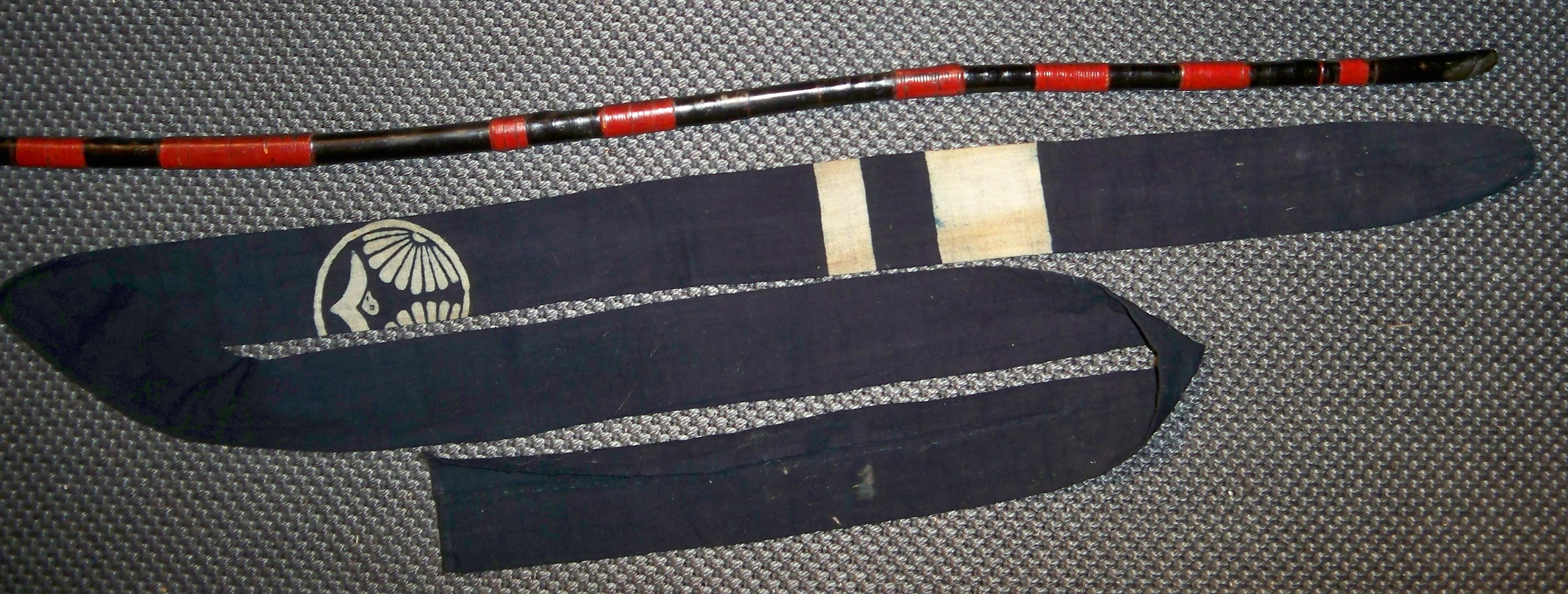